# Cécile Reinaud
Pour les articles homonymes, voir Reinaud.
Cécile Reinaud, née en 1973 à Saint-Cloud, est une entrepreneure et styliste française. Installée à Londres, elle est la fondatrice de la marque de vêtements de grossesse Seraphine.

## Biographie

### Famille et formation
Fille de Guy Reinaud, cadre dirigeant du groupe Imperial Chemical Industries, Cécile Reinaud passe son enfance à Dampierre-en-Yvelines,. Elle habite ensuite à Londres, où son père part travailler, et est élève au lycée français Charles-de-Gaulle,. Après des études de commerce à l'ESC Reims, elle retourne à Londres, où elle commence sa carrière,.
Épouse d'un homme d'affaires,, elle est mère de deux enfants.

### Débuts
Cécile Reinaud travaille d'abord chez Ogilvy and Mather, dans le domaine de la publicité. Elle est ensuite recrutée par l'agence de communication J. Walter Thompson, dont elle devient la plus jeune directrice clientèle,.

### Seraphine
En 2002, elle fonde à Londres Seraphine, une marque de vêtements de maternité. De nombreuses célébrités enceintes, dont Kate Middleton, portent des habits de la marque, ce qui vaut à Cécile Reinaud d'être surnommée « la styliste des stars enceintes »,,. En 2020, son entreprise réalise un chiffre d'affaires de 28 millions de livres sterling.
Seraphine est deux fois récompensée par le Queen's Award for Enterprise, la plus haute distinction britannique pour le monde des affaires,.
En décembre 2020, lors du rachat de Seraphine par Mayfair Equity, Cécile Reinaud annonce son départ de l'entreprise. Elle fait savoir qu'elle s'engage désormais auprès d'associations, notamment au sein de la Cherie Blair Foundation for Women qui soutient les femmes entrepreneures dans les pays en développement.